# Microcebus bongolavensis
Il microcebo di Bongolava (Microcebus bongolavensis Olivieri et al., 2007) è un lemure della famiglia Cheirogaleidae, endemico del Madagascar.

## Descrizione
Misura circa 29 cm di lunghezza, metà dei quali spettano alla coda.
Il pelo è grigiastro, con sfumature arancioni attorno agli occhi: la zona ventrale è bianca. Le zampe ed il muso sono nudi e color rosa-violaceo, mentre le orecchie, anch'esse nude, sono giallastre. Gli occhi sono color nocciola e dalla pupilla verticale.

## Distribuzione
È presente nel Madagascar occidentale, dove lo si trova unicamente nelle foreste decidue di Bongolava (da cui prende il nome) e di Ambodimahabibo, tra il fiume Sofia e il fiume Mahajamba.